# Aden Tutton
Aden Tutton (ur. 6 grudnia 1984) – australijski siatkarz, gra na pozycji libero.
Karierę rozpoczynał w Saragossie. Obecnie reprezentuje barwy klubu Lang Henkel Volley.